# Iulius Exuperantius
Iulius Exuperantius (4. század vagy 5. század) római történetíró.

## Élete
Egy rövid kivonata maradt ránk Sallustius egy kéziratához csatolva, amely Sallustius Historiae-je nyomán az első polgárháború történetét (de Marii, Lepidi ac Sertorii bellis civilibus) foglalja össze röviden és felületesen.